# Acanthocepola indica
 Acanthocepola indica és una espècie de peix de la família dels cepòlids i de l'ordre dels perciformes.

## Distribució geogràfica
Es troba a KwaZulu-Natal (Sud-àfrica), l'Índia, el Japó i Taiwan.